# Ministère de l'Agriculture urbaine
Le ministère de l'Agriculture urbaine ou MinAU (Ministerio del Poder Popular de Agricultura Urbana, en espagnol, littéralement, « ministère du Pouvoir populaire pour l'Agriculture urbaine ») est un ministère du gouvernement du Venezuela, créé le 6 janvier 2016. Son titulaire actuel est Greicys Barrios depuis le 4 septembre 2020. Il a son siège au 21 calle Sur sur l'avenue Mexico à Caracas, la capitale du pays.

## Chronologie
À la création du ministère le 6 janvier 2016, l'agricultrice et potière Enma Ortega en devient la première et éphémère titulaire puisque destituée 15 jours après sa nomination, pour être remplacée par Lorena Freitez.

## Liste des ministres d'Agriculture urbaine
| Image | Nom             | Parti | Début du mandat            | Fin du mandat     |
| ----- | --------------- | ----- | -------------------------- | ----------------- |
|       | Greicys Barrios |       | Depuis le 4 septembre 2020 |                   |
|       | Gabriela Peña   |       | 12 août 2019               | 4 septembre 2020  |
|       | Mayerlin Arias  |       | 14 juin 2018               | 12 août 2019      |
|       | Freddy Bernal   |       | 7 juin 2017                | 14 juin 2018      |
|       | Erika Farías    |       | 4 janvier 2017             | 30 juillet 2017 ? |
|       | Lorena Freitez  |       | 21 janvier 2016            | 4 janvier 2017 ?  |
|       | Enma Ortega     |       | 6 janvier 2016,            | 15 janvier 2016,  |